# Питель Олександр Ігорович
Олекса́ндр І́горович Питель (28 березня 1996, м. Тернопіль, Україна — 11 березня 2022, поблизу м. Золоте-4, Україна) — український спортсмен, кандидат в майстри спорту з греко-римської боротьби, військовослужбовець, солдат Збройних сил України, учасник російсько-української війни. Кавалер ордена «За мужність» III ступеня (2022, посмертно). Почесний громадянин міста Тернополя (2022, посмертно).

## Життєпис
Олександр Питель народився 28 березня 1996 року в місті Тернополі.
Закінчив Тернопільську загальноосвітню школу № 22 та ДЮСШ.
У 2019 році підписав контракт на три роки. Загинув 11 березня 2022 року поблизу м. Золоте-4 на Луганщині. Похований 18 березня 2022 року на Микулинецькому кладовищі на Алеї Героїв.

## Спортивні досягнення
У 2015 році у Тернополі відбувся XV Всеукраїнський традиційний юнацький турнір з греко-римської боротьби пам'яті Василя Дем'янного, на якому Олександр став переможцем у вазі до 74 кілограмів.

## Нагороди
- Орден «За мужність» III ступеня (8 травня 2022, посмертно) — за особисту мужність і самовіддані дії, виявлені у захисті державного суверенітету та територіальної цілісності України, вірність військовій присязі[3];
- почесний громадянин міста Тернополя (22 серпня 2022, посмертно)[4].